# Maison Joseph-Louis-Léandre-Hamelin
La maison Joseph-Louis-Léandre-Hamelin est une demeure bourgeoise située dans le noyau urbain de Louiseville, au Québec (Canada). Cette maison de style Victorienne éclectique a été construite en 1898. Elle a abrité plusieurs personnalités de Louiseville, dont Louis-Joseph-Léandre Hamelin (1850-1910), médecin, échevin et maire de Louiseville. Il fut également premier-secrétaire de l'évêque Dominique Racine et chapelain de l'Hôpital général de Québec,.
Un autre propriétaire fut Joseph-Alphonse Ferron (1890-1947), notaire, greffier de la Cour de circuit. Il est le père de Madeleine, Marcelle et Jacques, trois personnalités du domaine artistique du Québec. Elle a été aussi  la propriété d'Avelin Dalcourt, organisateur du parti libéral et maire de Louiseville.
Les premiers ministres Jean Lesage et René Lévesque, ainsi que Georges Vanier, gouverneur général du Canada, y ont séjourné. La maison a été reconnue immeuble patrimonial en 1987. Elle a été classée immeuble patrimonial en 2012 en vertu de la nouvelle loi sur le patrimoine culturel.